# Ésta es su vida (Chile)
Ésta es su vida era un programa de televisión chileno, emitido en 1965 por Canal 9. Estaba inspirado en el programa estadounidense This Is Your Life, del cual existían diversas versiones alrededor del mundo, como por ejemplo la versión emitida por Televisión Española. El programa debutó el 7 de abril de 1965 y era emitido en vivo los días miércoles a las 21:50 (hora local).
El programa era producido y presentado por Enrique Bravo Menadier, y la dirección estaba a cargo de Francisco Jara. En cada episodio del programa se invitaba a un personaje connotado de la actividad pública nacional (como por ejemplo Amanda Labarca, Bartolomé Blanche o el sacerdote Alfredo Ruiz-Tagle) o a un ciudadano común, y se le presentaban las personas que han tenido importancia en su vida afectiva.
Para la realización del programa, un equipo humano conformado por Arturo Plaza, Sergio Madrid, Patricia Menz, Luis Vicentini, Laura Castillo y Cristina Oportot realizaba una investigación acerca del personaje, con tal de ubicar a los potenciales invitados al programa. Con tal de trasladar a los invitados a los estudios de Canal 9, la producción costeaba transportes de todo tipo, desde pasajes de vuelos internacionales hasta boletos de microbuses.
Ésta es su vida resultó en un éxito de sintonía, a tal punto de que fue considerado uno de los mejores programas de televisión chilenos de 1965, de acuerdo a una encuesta realizada por la revista TV Guía. Sin embargo, el programa fue cancelado a finales de 1965, a menos de un año de su debut, debido al elevado costo de producción de cada episodio, lo que encarecía el presupuesto del que disponía Canal 9. Tras el fin de la temporada el 10 de noviembre, se intentó llevar el programa a Canal 13 para la temporada siguiente, pero la iniciativa no prosperó, debido a la sobreabundancia de programas en el horario de tal cadena.